# Kanton Les Portes du Médoc
Der Kanton Les Portes du Médoc ist seit 2015 eine französische Verwaltungseinheit im Arrondissement Bordeaux im Département Gironde in der Region Nouvelle-Aquitaine; sein Hauptort ist Eysines. 

## Gemeinden
Der Kanton besteht aus fünf Gemeinden mit insgesamt 64.293 Einwohnern (Stand: 1. Januar 2022) auf einer Gesamtfläche von 116,34 km²:
| Gemeinde                   | Einwohner 1. Januar 2022 | Fläche km² | Dichte Einw./km² | Code INSEE | Postleitzahl |
| -------------------------- | ------------------------ | ---------- | ---------------- | ---------- | ------------ |
| Blanquefort                | 16.786                   | 33,72      | 498              | 33056      | 33290        |
| Eysines                    | 24.436                   | 12,01      | 2.035            | 33162      | 33320        |
| Le Pian-Médoc              | 7.198                    | 30,12      | 239              | 33322      | 33290        |
| Ludon-Médoc                | 5.466                    | 18,69      | 292              | 33256      | 33290        |
| Parempuyre                 | 10.407                   | 21,80      | 477              | 33312      | 33290        |
| Kanton Les Portes du Médoc | 64.293                   | 116,34     | 553              | 3325       | –            |